# Maškin
Maškin je nenaseljeni otočić uz zapadnu obalu Istre, oko 1 km južno od rta Kurent kod Rovinja.  Dio je Rovinjskog otočja. Umjetnim spajanjem otoka Maškin i Sveti Andrija nastao je Crveni otok.
Površina otoka je 95.785 m2, duljina obalne crte 1327 m, a visina 15 metara.
Obitelj Huetterott kupila je ove otoke 1891. godine. Na Maškinu se nalazi njihov obiteljski mauzolej na mjestu nekadašnje histarske gradine.
Veliko nevrijeme 14. srpnja 2000. godine uništilo je mnogo stoljetnih borova i drugih stabala na Maškinu. Godine 2002., morska pijavica je srušila više od 90 posto stabala na Sv. Andriji, Maškinu, Sturagu i Zlatnom rtu.
Na Maškinu se danas okupljaju naturisti.
U Državnom programu zaštite i korištenja malih, povremeno nastanjenih i nenastanjenih otoka i okolnog mora Ministarstva regionalnoga razvoja i fondova Europske unije, svrstan je kao "otočić". Pripada Gradu Rovinju.

## Vanjske poveznice
|  | Zajednički poslužitelj ima još gradiva o temi Maškin |